# Атаманский (Зимовниковский район)
Атаманский — исчезнувший хутор в Зимовниковском районе Ростовской области. Хутор располагался на правом берегу реки Малая Куберле, ориентировочно в 22 км к северо-западу от посёлка Зимовники.

## История
Дата основания не установлена. Хутор относился к юрту калмыцкой станицы Ново-Алексеевской Сальского округа Области Войска Донского. Согласно Алфавитному списку населённых мест Области войска Донского 1915 года в хуторе проживало 539 мужчин и 492 женщины, в хуторе имелись хуторское правление, приходское училище
В результате Гражданской войны и переселения калмыков на территории образованной в 1920 году Калмыцкой автономной области население хутора резко сократилось. Согласно первой Всесоюзной переписи населения 1926 года население хутора Атаманский составило 253 человека, все калмыки. Хутор относился к Кутейниковскому сельсовету Пролетарского района Сальского округа Северо-Кавказского края.
В 1929 году хутор был включён в состав Калмыцкого района Сальского округа (округ ликвидирован в 1930 году) Северо-Кавказского края (с 1934 года — Азово-Черноморского края, с 1937 года — Ростовской области). В марте 1944 года калмыцкое население было депортировано, Калмыцкий район был упразднён, хутор передан в состав Зимовниковского района Ростовской области.
Дата упразднения не установлена.

## Население
Динамика численности населения
| 1915 | 1926 |
| ---- | ---- |
| 1031 | 253  |